# ایست‌لیک (اوهایو)
ایست‌لیک(به انگلیسی: Eastlake) شهری در ایالت اوهایو کشور ایالات متحده آمریکا است که جمعیت آن در سرشماری سال ۲۰۱۰ میلادی، ۱۸٬۵۷۷ نفر بوده‌است.

## نگارخانه

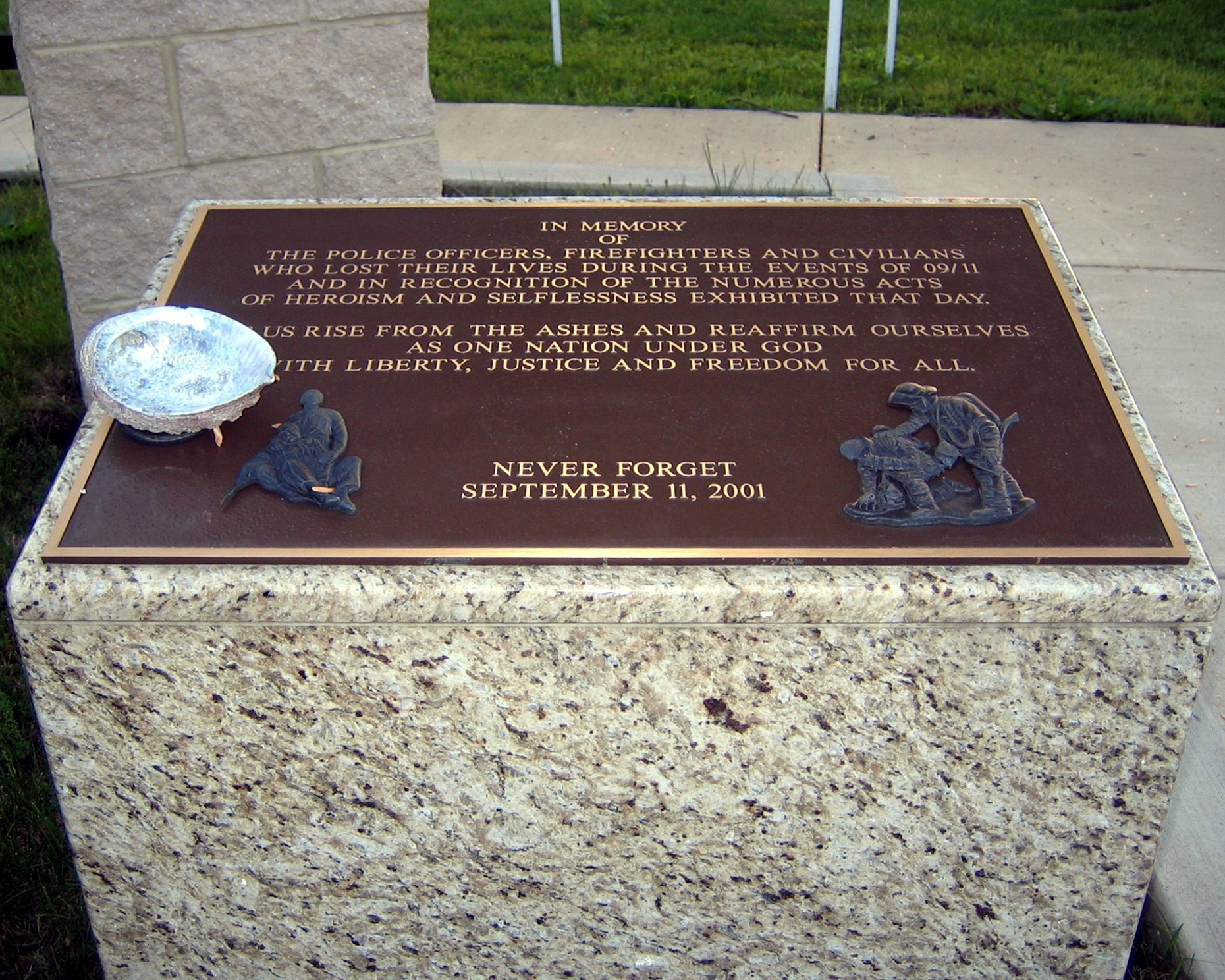
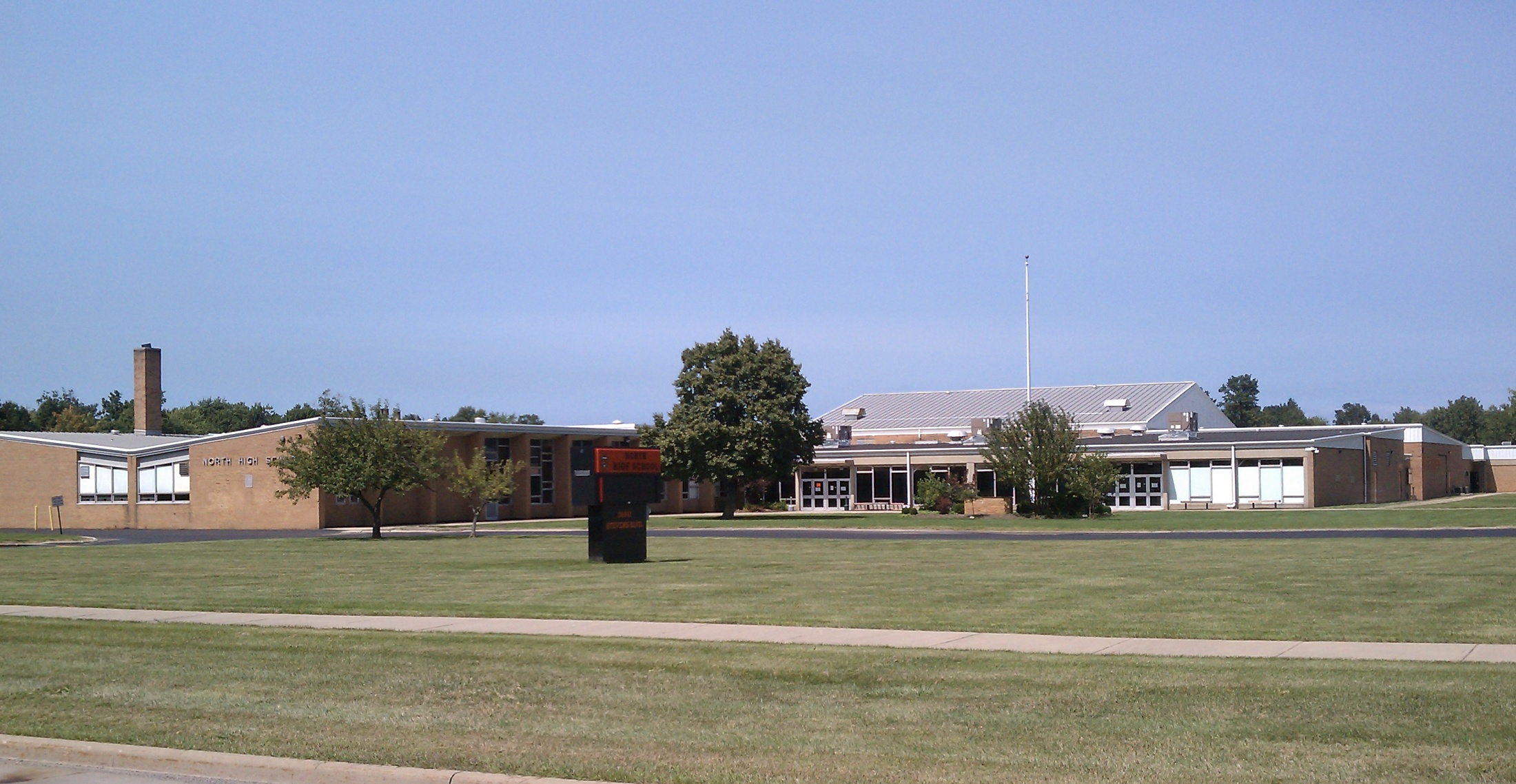
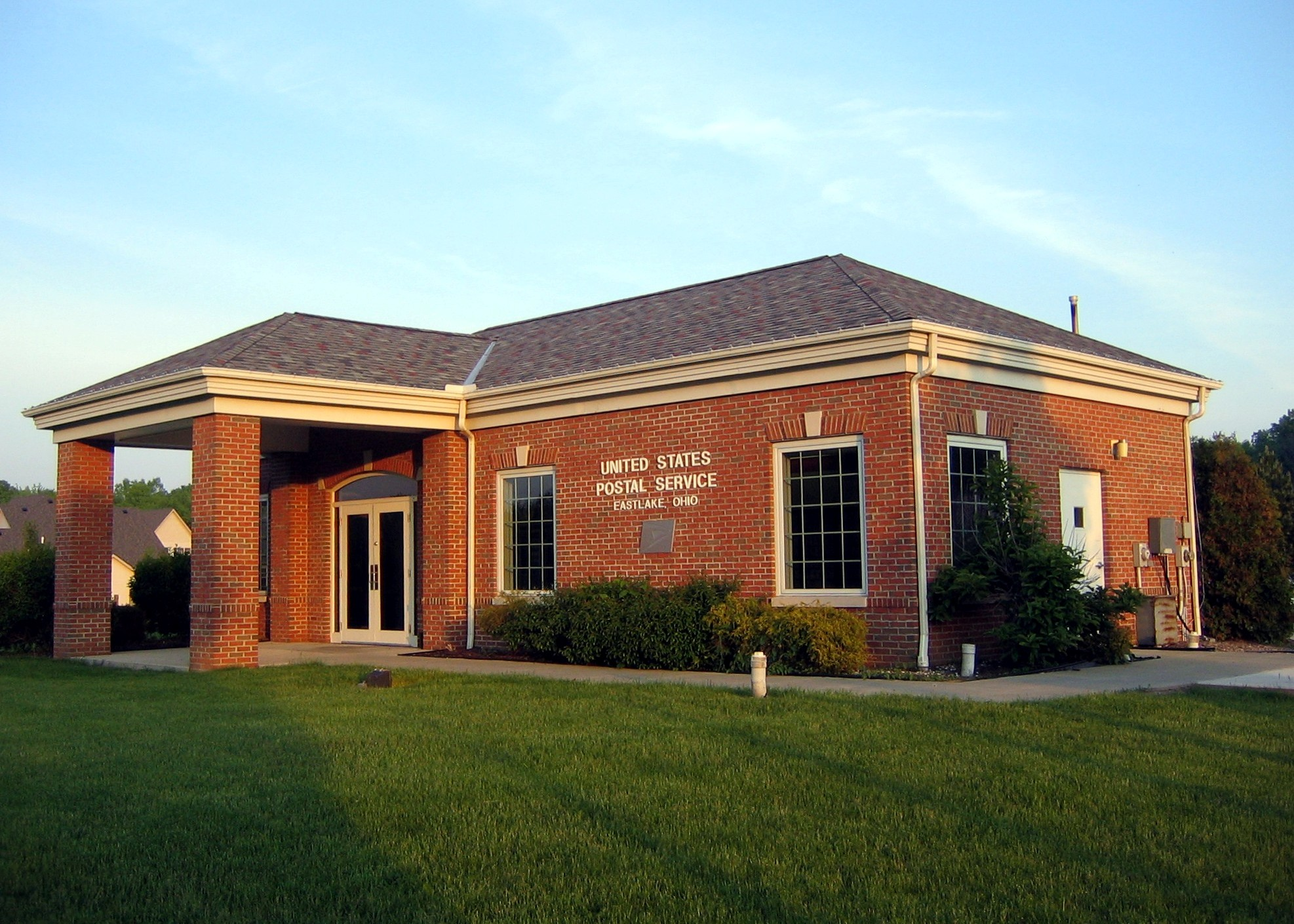